# 1986年の鉄道
1986年の鉄道（1986ねんのてつどう）とは、1986年（昭和61年）に起こった鉄道関係の出来事をまとめたページである。
1985年の鉄道 - 1986年の鉄道 - 1987年の鉄道

## 出来事の一覧

### 1月
- 1月21日
  - 日本国有鉄道
    - （路線移設） 京葉線 都川信号場 - 蘇我駅（川崎製鉄専用線の借用廃止）
    - （信号場廃止） 都川信号場（京葉線）
- 1月31日
  - 福岡市交通局
    - （延伸開業） 2号線 馬出九大病院前駅 - 箱崎九大前駅 (1.6km)
    - （新駅開業） 箱崎宮前駅、箱崎九大前駅（2号線）

### 2月
- 2月16日
  - 熊本電気鉄道
    - （路線廃止） 菊池線 御代志駅 - 菊池駅
    - （駅廃止） 大池駅、辻久保駅、高江駅、泗水駅、富の原駅、広瀬駅、深川駅、菊池駅（菊池線）
- 2月24日
  - 日本国有鉄道
    - （複線化） 成田線 佐倉駅 - 本佐倉信号場
    - （複線化） 並木信号場 - 成田駅
    - （信号場廃止） 本佐倉信号場、並木信号場（成田線）

### 3月
- 3月3日
  - 日本国有鉄道
    - （新線開業） 予讃本線（支線） 向井原駅 - 内子駅 (23.5km)、新谷駅 - 伊予大洲駅 (5.9km)
    - （延伸開業） 京葉線 西船橋駅 - 千葉貨物ターミナル駅 (16.1km)
    - （旅客営業開始） 京葉線 西船橋駅 - 千葉港駅 (18.4km)
    - （新駅開業） 南船橋駅、新習志野駅、海浜幕張駅、検見川浜駅、稲毛海岸駅（京葉線）
    - （新駅開業） 千葉港駅（京葉線 千葉貨物ターミナル駅 - 蘇我駅間）
    - （新駅開業） 伊予大平駅、伊予中山駅、伊予立川駅（予讃本線(支線)）
    - （新駅開業） 錦江駅（日豊本線 加治木駅 - 帖佐駅間）
    - （信号場開設） 若宮信号場（予讃本線 五郎駅 - 伊予大洲駅間）
    - （路線廃止） 内子線 五郎駅 - 新谷駅
    - （信号場廃止） 大王信号場（土讃本線）
    - （信号場廃止） 三秋信号場（予讃本線）

  - 水島臨海鉄道
    - （新駅開業） 栄駅（水島本線 弥生駅 - 水島駅間）
- 3月18日
  - 名古屋鉄道
    - （信号場開設） 別曽池信号場（知多新線 富貴駅 - 上野間駅間）
- 3月25日
  - 静岡鉄道
    - （新駅開業） 県立美術館前駅（静岡清水線 草薙駅 - 運動場前駅間）

  - 三岐鉄道
    - （駅移設・駅名改称） 大安駅←大井田駅（三岐線）
    - （駅名改称） 三里駅←宇賀渓口駅（三岐線）
- 3月27日
  - 近畿日本鉄道
    - （新駅開業） 北神戸駅（養老線 広神戸駅 - 池野駅間）

### 4月
- 4月1日
  - 日本国有鉄道
    - （路線廃止） 漆生線 下鴨生駅 - 下山田駅
    - （路線廃止） 甘木線 基山駅 - 甘木駅（甘木鉄道に転換）
    - （路線廃止） 高森線 立野駅 - 高森駅（南阿蘇鉄道に転換）
    - （貨物営業廃止） 参宮線 多気駅 - 宮川駅
    - （駅廃止） 鴨生駅、漆生駅、才田駅（漆生線）
    - （駅廃止） 筑後小郡駅、筑後松崎駅、西太刀洗駅、太刀洗駅、筑前高田駅、甘木駅（甘木線）
    - （駅廃止） 長陽駅、阿蘇下田駅（現・阿蘇下田城駅）、中松駅、阿蘇白川駅、高森駅（高森線）

  - 弘南鉄道
    - （駅名改称） 大鰐駅←弘南大鰐駅、石川駅←新石川駅、千年駅←津軽千年駅（大鰐線）
    - （駅名改称） 弘前駅←弘南弘前駅（弘南線）
    - （駅名改称） 川部駅←弘南川部駅（黒石線）
    - （駅名改称） 黒石駅←弘南黒石駅（弘南線、黒石線）

  - 京福電気鉄道
    - （路線譲渡） 叡山本線 出町柳駅 - 八瀬遊園駅（叡山電鉄に譲渡）
    - （路線譲渡） 鞍馬線 宝ケ池駅 - 鞍馬駅（叡山電鉄に譲渡）
    - （駅譲渡） 出町柳駅、元田中駅、茶山駅、一乗寺駅、修学院駅、宝ケ池駅、三宅八幡駅、八瀬遊園駅（叡山本線）
    - （駅譲渡） 宝ケ池駅、八幡前駅、岩倉駅、木野駅、二軒茶屋駅、市原駅、二ノ瀬駅、貴船口駅、鞍馬駅（鞍馬線）

  - 叡山電鉄
    - （路線譲受） 叡山本線 出町柳駅 - 八瀬遊園駅 (5.6km)（京福電気鉄道から譲渡）
    - （路線譲受） 鞍馬線 宝ケ池駅 - 鞍馬駅 (8.8km)（京福電気鉄道から譲渡）
    - （駅譲受） 出町柳駅、元田中駅、茶山駅、一乗寺駅、修学院駅、宝ケ池駅、三宅八幡駅、八瀬遊園駅（叡山本線）
    - （駅譲受） 宝ケ池駅、八幡前駅、岩倉駅、木野駅、二軒茶屋駅、市原駅、二ノ瀬駅、貴船口駅、鞍馬駅（鞍馬線）

  - 甘木鉄道
    - （路線開業） 甘木線 基山駅 - 甘木駅 (13.7km)（日本国有鉄道から転換）
    - （駅開業） 基山駅、小郡駅（筑後小郡駅を移転の上改称）、松崎駅（筑後松崎駅から改称）、西太刀洗駅、太刀洗駅、高田駅（筑前高田駅から改称）、甘木駅（甘木線）

  - 南阿蘇鉄道
    - （路線開業） 高森線 立野駅 - 高森駅 (17.7km)（日本国有鉄道から転換）
    - （駅開業） 立野駅、長陽駅、阿蘇下田駅、中松駅、阿蘇白川駅、高森駅（高森線）
- 4月2日
  - 日本国有鉄道
    - （新駅開業） 西大井駅（東海道本線(品鶴線) 品川駅 -　新川崎駅間）
- 4月26日
  - 日本国有鉄道
    - （新駅開業） 六合駅（東海道本線 藤枝駅 - 島田駅間）

### 6月
- 6月1日
  - 北陸鉄道
    - （路線廃止） 小松線 小松駅 - 鵜川遊泉寺駅
    - （駅廃止） 小松駅、沖駅、打越駅、若杉駅、加賀八幡駅、佐々木駅、軽海駅、鵜川遊泉寺駅（小松線）
- 6月28日
  - 日本国有鉄道
    - （臨時乗降場開業） 百合が原臨時乗降場（札沼線 新琴似駅 - 篠路駅間）

### 7月
- 7月1日
  - 日本国有鉄道
    - （路線廃止） 丸森線 槻木駅 - 丸森駅（阿武隈急行に転換）
    - （駅廃止） 横橋駅、岡駅、角田駅、丸森駅（丸森線）

  - 阿武隈急行
    - （路線開業） 阿武隈急行線 槻木駅 - 丸森駅 (17.4km)（日本国有鉄道から転換）
    - （駅開業） 槻木駅、東船岡駅（横橋駅から改称）、岡駅、横倉駅、角田駅、南角田駅、北丸森駅、丸森駅（阿武隈急行線）
- 7月2日
  - 日本国有鉄道
    - （複線化） 北山形駅 - 羽前千歳駅（奥羽本線）
- 7月6日
  - 名古屋鉄道
    - （高架化） 平田橋駅 - 西春駅（犬山線）
- 7月12日
  - 東京都江戸川区に地下鉄博物館が開館。
- 7月20日
  - 日本国有鉄道
    - （新駅開業） (臨)猪苗代湖畔駅（磐越西線 上戸駅 - 関都駅間）
    - （新駅開業） 下山門駅（筑肥線 姪浜駅 - 今宿駅間）
- 7月26日
  - 日本国有鉄道
    - （新駅開業） (臨)フォトデッキ駅（小海線 清里駅 - 野辺山駅間）

  - 三陸鉄道
    - （新駅開業） (臨)十府ヶ浦駅（北リアス線 野田玉川駅 - 陸中野田駅間）
    - （新駅開業） (臨)白浜海岸駅（南リアス線 綾里駅 - 小石浜駅間）

### 8月
- 8月1日
  - 日本国有鉄道
    - （複線化・路線移設） 宝塚駅 - 三田駅（福知山線）
    - （駅廃止） (臨)切浜海水浴場駅（山陰本線）
- 8月26日
  - 東武鉄道
    - （新駅開業） 杉戸高野台駅（日光線 東武動物公園駅 - 幸手駅間）
    - （新駅開業） 南栗橋駅（日光線 幸手駅 - 栗橋駅間）
- 8月28日
  - 近畿日本鉄道
    - （信号場廃止） 南浜田信号場（内部線）

### 9月
- 9月1日
  - 日本国有鉄道
    - （駅廃止） (臨)フォトデッキ駅（小海線）
- 9月14日
  - 東京都交通局
    - （延伸開業） 新宿線 船堀駅 - 篠崎駅 (4.9km)
    - （新駅開業） 一之江駅、瑞江駅、篠崎駅（新宿線）
- 9月29日
  - 名古屋鉄道
    - （路線名改称） 豊田線←豊田新線[1]

### 10月
- 10月1日
  - 上田交通
    - （昇圧） 別所線 (直流750V→直流1,500V)

  - 近畿日本鉄道
    - （新線開業） 東大阪線 長田駅 - 生駒駅 (10.2km)
    - （新駅開業） 長田駅、荒本駅、吉田駅、新石切駅（東大阪線）
- 10月9日
  - 日本国有鉄道
    - （駅名改称） 会津高原駅←会津滝ノ原駅（会津線）

  - 野岩鉄道
    - （新線開業） 会津鬼怒川線 新藤原駅 - 会津高原駅 (30.7km)
    - （新駅開業） 新藤原駅、龍王峡駅、川治温泉駅、川治湯元駅、湯西川温泉駅、中三依駅、下野上三依駅、男鹿高原駅、会津高原駅（会津鬼怒川線）
- 10月15日
  - 日本国有鉄道
    - （複線化） 三田駅 - 新三田駅[2]（福知山線）
- 10月20日
  - 日本国有鉄道
    - （路線廃止） 信越本線（貨物支線） 沼垂駅 - 新潟港駅
    - （駅廃止） 新潟港駅（信越本線貨物支線）
- 10月27日
  - 日本国有鉄道
    - （複線化） 外房線 新茂原駅 - 八積駅
- 10月29日
  - 日本国有鉄道
    - （電化） 山陰本線 福知山駅 - 城崎駅 (69.5km・直流1500V)

### 11月
- 11月1日
  - 日本国有鉄道
    - （新駅開業） あいの里教育大駅（札沼線 東篠路駅 - 釜谷臼駅間）
    - （新駅開業） 新青森駅（奥羽本線 津軽新城駅 - 青森駅間）
    - （新駅開業） 猊鼻渓駅（大船渡線 陸中松川駅 - 柴宿駅間）
    - （新駅開業） 矢田前駅、小柳駅（東北本線 野内駅 - 東青森駅間）
    - （新駅開業） 西岐阜駅（東海道本線 岐阜駅 - 穂積駅間）
    - （新駅開業） 岐阜貨物ターミナル駅（東海道本線 岐阜駅 - 穂積駅間）
    - （新駅開業） 上道駅（山陽本線 瀬戸駅 - 東岡山駅間）
    - （新駅開業） 防府貨物駅（山陽本線 富海駅 - 防府駅間）
    - （新駅開業） 西宮名塩駅（福知山線 生瀬駅 - 武田尾駅間）
    - （新駅開業） 新三田駅（福知山線 三田駅 - 広野駅間）
    - （新駅開業） 高知商業前駅（土讃本線 旭駅 - 朝倉駅間）
    - （新駅開業） 枝川駅（土讃本線 朝倉駅 - 伊野駅間）
    - （新駅開業） 阿波富田駅（牟岐線 徳島駅 - 二軒屋駅間）
    - （新駅開業） 光洋台駅（予讃本線 粟井駅 - 堀江駅間）
    - （新駅開業） 鳥ノ木駅（予讃本線 伊予横田駅 - 伊予市駅間）
    - （臨時乗降場開業） 新川臨時乗降場（札沼線 桑園駅 - 新琴似駅間）
    - （臨時乗降場開業） 太平臨時乗降場（札沼線 百合が原臨時乗降場 - 篠路駅間）
    - （臨時乗降場開業） 平和臨時乗降場（千歳線 新札幌駅 - 白石駅間）
    - （臨時乗降場開業） 鮎喰臨時乗降場（徳島本線 蔵本駅 - 府中駅間）
    - （臨時乗降場開業） 栗林公園北口臨時乗降場（高徳本線 高松駅 - 栗林駅間）
    - （臨時乗降場開業） 木太町臨時乗降場（高徳本線 栗林駅 - 屋島駅間）
    - （臨時乗降場開業） 古高松南臨時乗降場（高徳本線 屋島駅 - 八栗口駅間）
    - （臨時乗降場開業） 讃岐牟礼臨時乗降場（高徳本線 八栗口駅 - 志度駅間）
    - （駅名改称） 寺泊駅←大河津駅（越後線）
    - （駅名改称） 鹿折唐桑駅←鹿折駅（気仙沼線）
    - （駅名改称） 浅虫温泉駅←浅虫駅（東北本線）
    - （電化） 福知山線 宝塚駅 - 福知山駅 (88.7km・直流1500V)
    - （路線廃止） 胆振線 伊達紋別駅 - 倶知安駅
    - （路線廃止） 阿仁合線 鷹ノ巣駅 - 比立内駅（秋田内陸縦貫鉄道に転換）
    - （路線廃止） 角館線 角館駅 - 松葉駅（秋田内陸縦貫鉄道に転換）
    - （路線廃止） 東海道本線（山下埠頭線） 横浜港信号場 - 山下埠頭駅
    - （路線廃止） 東海道本線（神戸臨港線支線） 神戸港駅 - 摩耶埠頭駅
    - （路線廃止） 富山港線（貨物支線） 大広田駅 - 富山港駅
    - （路線廃止） 播但線 飾磨港駅 - 姫路駅
    - （路線廃止） 北陸本線（貨物支線） 東富山駅 - 蓮町駅
    - （貨物営業廃止） 内房線 蘇我駅 - 木更津駅
    - （貨物営業廃止） 総武本線 成東駅 - 銚子駅
    - （貨物営業廃止） 成田線 香取駅 - 松岸駅
    - （貨物営業廃止） 山田線 盛岡駅 - 釜石駅
    - （貨物営業廃止） 紀勢本線 紀伊佐野駅 - 和歌山駅
    - （貨物営業廃止） 芸備線 備中神代駅 - 東広島駅
    - （貨物営業廃止） 富山港線 富山駅 - 大広田駅
    - （貨物営業廃止） 福知山線 尼崎駅 - 福知山駅
    - （駅廃止・信号場化）上沼垂信号場←上沼垂駅（信越本線）
    - （駅廃止・操車場化） 新小岩操車場←新小岩操駅（総武本線(越中島支線・新金貨物線)）
    - （駅廃止・信号場化） 高島信号場←高島駅（東海道本線(高島線)）
    - （駅廃止） 上長和駅、壮瞥駅、久保内駅、蟠渓駅、北湯沢駅、優徳駅、新大滝駅、御園駅、北鈴川駅、喜茂別駅、留産駅、南京極駅、東京極駅、京極駅、北岡駅、寒別駅、参郷駅、六郷駅（胆振線）
    - （駅廃止） 小ヶ田駅、大野台駅、合川駅、上杉駅、米内沢駅、桂瀬駅、阿仁前田駅、前田南駅、小渕駅、阿仁合駅、荒瀬駅、萱草駅、笑内駅、岩野目駅、比立内駅（阿仁合線）
    - （駅廃止） 羽後太田駅、西明寺駅、八津駅、羽後長戸呂駅、松葉駅（角館線）
    - （駅廃止） 汐留駅（東海道本線(東海道貨物線)）
    - （駅廃止） 山下埠頭駅（東海道本線(山下埠頭線)）
    - （駅廃止） 新垂井駅（東海道本線）
    - （駅廃止） 笹島駅（東海道本線(貨物支線)）
    - （駅廃止） 和歌山操駅（紀勢本線）
    - （駅廃止） 摩耶埠頭駅（東海道本線(神戸臨港線支線)）
    - （駅廃止） 富山港駅（富山港線(貨物支線)）
    - （駅廃止） 飾磨港駅、飾磨駅、亀山駅（播但線）
    - （操車場廃止・信号場化） 北上信号場←北上操車場（東北本線）
    - （操車場廃止・信号場化） 竜華信号場←竜華操車場（関西本線）
    - （操車場廃止） 武蔵野操車場（武蔵野線）

  - 秋田内陸縦貫鉄道
    - （路線開業） 秋田内陸北線 鷹巣駅 - 比立内駅 (49.0km)（日本国有鉄道から転換）
    - （路線開業） 秋田内陸南線 角館駅 - 松葉駅 (19.2km)（日本国有鉄道から転換）
    - （駅開業） 鷹巣駅（鷹ノ巣駅から改称）、小ヶ田駅、大野台駅、合川駅、上杉駅、米内沢駅、桂瀬駅、阿仁前田駅、前田南駅、小渕駅、阿仁合駅、荒瀬駅、萱草駅、笑内駅、岩野目駅、比立内駅（秋田内陸北線）
    - （駅開業）  角館駅、羽後太田駅、西明寺駅、八津駅、羽後長戸呂駅、松葉駅（秋田内陸南線）

  - 十和田観光電鉄
    - （貨物営業廃止） 十和田観光電鉄線 三沢駅 - 十和田市駅

  - 西日本鉄道
    - （新駅開業） 唐の原駅（宮地岳線 香椎花園前駅 - 和白駅間）

  - 南阿蘇鉄道
    - （新駅開業） 加勢駅（高森線 長陽駅 - 阿蘇下田駅間）
    - （新駅開業） 見晴台駅（高森線 阿蘇白川駅 - 高森駅間）
- 11月12日
  - 福岡市交通局
    - （延伸開業） 2号線 箱崎九大前駅 - 貝塚駅 (1.0km)
    - （新駅開業） 貝塚駅（2号線）

### 12月
- 12月1日
  - 日本国有鉄道
    - （臨時乗降場新設） 蓮ヶ池臨時乗降場（日豊本線 日向住吉駅 - 宮崎神宮駅間）
    - （臨時乗降場新設） 郡元臨時乗降場（指宿枕崎線 西鹿児島駅 - 南鹿児島駅間）
    - （臨時乗降場新設） 宇宿臨時乗降場（指宿枕崎線 南鹿児島駅 - 谷山駅間）
- 12月4日
  - 鉄道事業法公布
  - 日本国有鉄道改革法、旅客鉄道株式会社及び日本貨物鉄道株式会社に関する法律（JR会社法）公布・施行
  - 日本国有鉄道経営再建促進特別措置法（国鉄再建法）廃止
- 12月11日
  - 日本国有鉄道
    - （路線廃止） 越美南線 美濃太田駅 - 北濃駅（長良川鉄道に転換）
    - （駅廃止） 加茂野口駅、加茂野駅（旧）、関口駅、美濃関駅、美濃市駅、美濃立花駅、美濃洲原駅、木尾駅（旧）、半在駅、美濃下川駅、郡上福野駅、苅安駅、郡上赤池駅、深戸駅、美濃相生駅、郡上八幡駅、美濃山田駅、徳永駅、美濃弥富駅、万場駅、大中駅、大島駅、美濃白鳥駅、二日町駅、北濃駅（越美南線）

  - 長良川鉄道
    - （路線開業） 越美南線 美濃太田駅 - 北濃駅 (72.1km)（日本国有鉄道から転換）
    - （駅開業） 美濃太田駅、前平公園駅、加茂野駅（新。加茂野口駅から改称）、富加駅（加茂野駅（旧）から改称）、関富岡駅、関口駅、刃物会館前駅、関駅（美濃関駅から改称）、中濃西高前駅、美濃市駅、湯の洞温泉口駅（美濃立花駅から改称）、洲原駅（美濃洲原駅から改称）、母野駅（木尾駅（旧）から改称）、木尾駅（新）、半在駅、大矢駅（美濃下川駅から改称）、福野駅（郡上福野駅から改称）、美並苅安駅（苅安駅から改称）、赤池駅（郡上赤池駅から改称）、深戸駅、相生駅（美濃相生駅から改称）、郡上八幡駅、自然園前駅、山田駅（美濃山田駅から改称）、徳永駅、郡上大和駅（美濃弥富駅から改称）、万場駅、大中駅、大島駅、美濃白鳥駅、二日町駅、北濃駅（越美南線）
- 12月24日
  - 松本電気鉄道
    - （昇圧） 上高地線 (直流750V→直流1,500V)
- 12月26日
  - 上信電鉄
    - （駅名改称） 西山名駅←入野駅（上信線）

## 主なダイヤ改正
- 3月21日
  - 名古屋鉄道
- 5月3日
  - 名古屋鉄道（谷汲線）
- 7月20日
  - 名古屋鉄道（河和線・知多新線）
- 11月1日
  - 日本国有鉄道
  - 名古屋鉄道（名古屋本線・西尾線・蒲郡線・三河線）

## 災害・不通・事故・事件など

### 1月
- 1月14日
  - 日本国有鉄道
    - （事件） 総武本線（総武緩行線）西船橋駅ホーム転落死事件発生

### 3月
- 3月13日
  - 東京急行電鉄
    - （事故） 東横線横浜駅で列車脱線事故発生（東急東横線横浜駅脱線事故）
- 3月23日
  - 西武鉄道
    - （事故） 新宿線田無駅で列車衝突事故発生（西武新宿線田無駅列車追突事故）

### 6月
- 6月30日
  - 熊本電気鉄道
    - （不通） 菊池線 堀川駅 - 御代志駅（堀川橋梁流失のため）

### 12月
- 12月20日
  - 熊本電気鉄道
    - （運転再開） 菊池線 堀川駅 - 御代志駅（堀川橋梁流失のため6月30日から不通だった）
- 12月28日
  - 日本国有鉄道
    - （事故・不通） 山陰本線で余部鉄橋列車転落事故発生

## 鉄道車両

### 新系列・新形式
- 日本国有鉄道
  - ED79形電気機関車
  - 207系電車
  - 123系電車
  - 413系・717系電車
  - キハ185系気動車
  - キハ31形気動車
  - キハ54形気動車
  - キハ38形気動車
  - クム80000形貨車
- 東京急行電鉄
  - 9000系電車
  - 7600系電車
- 西武鉄道
  - E31形電気機関車
- 江ノ島電鉄
  - 1500形電車
- 名古屋鉄道
  - 5700系・5300系電車
  - 6650系電車
- 長良川鉄道
  - ナガラ1形
- 近江鉄道
  - LE10形気動車
- 近畿日本鉄道
  - 3200系電車
  - 6400系電車
  - 7000系電車
- 北大阪急行電鉄
  - 8000形電車
- 山陽電気鉄道
  - 5000系電車
- 岡山電気軌道
  - 岡軌7600型電車
- 甘木鉄道
  - AR100形気動車
- 南阿蘇鉄道
  - MT-2000形気動車

### 譲渡形式
- 秩父鉄道←日本国有鉄道
  - 1000系電車
- 上田交通←東京急行電鉄
  - 5000系・5200系電車
- 松本電気鉄道←東京急行電鉄
  - 5000形電車

### 消滅形式
- 日本国有鉄道
  - タキ21000形貨車
  - タキ42100形貨車
- 京浜急行電鉄
  - 400形電車 (2代)
  - 500形電車
  - 600形電車 (2代)

### 受賞
- 第29回ブルーリボン賞 - 伊豆急行 2100系電車
- 第26回ローレル賞
  - 日本国有鉄道 100系新幹線電車
  - 南海電気鉄道 10000系電車